# Panaxia plantaginis
Panaxia plantaginis är en fjärilsart som beskrevs av Giovanni Antonio Scopoli 1763. Panaxia plantaginis ingår i släktet Panaxia och familjen björnspinnare. Inga underarter finns listade i Catalogue of Life.